# Европско првенство у атлетици у дворани 2011 — скок удаљ за жене
Такмичење у скоку у женској конкуренцији на Европском првенству у атлетици 2011. у Паризу одржано је 5. марта (квалификације) а 6. марта (финале).
Титулу освојену у Торино 2009, није бранила Ксенија Балта из Естоније.

## Сатница
| Датум   | Време |               |
| ------- | ----- | ------------- |
| 5. март | 11:30 | Квалификације |
| 6. март | 14:50 | Финале        |

## Земље учеснице
Учествовала је 21 такмичарка из 13 земаља.
| - Белорусија (2) - Француска (1) - Грчка (1) - Ирска (1) - Летонија (2) | - Немачка (2) - Португалија (1) - Румунија (3) - Русија (3) | - Словачка (2) - Словенија (1) - Шпанија (1) - Швајцарска (1) |

## Рекорди
| Рекорди пре почетка Европског првенства 2013. | Рекорди пре почетка Европског првенства 2013. | Рекорди пре почетка Европског првенства 2013. | Рекорди пре почетка Европског првенства 2013. | Рекорди пре почетка Европског првенства 2013. | Рекорди пре почетка Европског првенства 2013. |
| --------------------------------------------- | --------------------------------------------- | --------------------------------------------- | --------------------------------------------- | --------------------------------------------- | --------------------------------------------- |
| Светски рекорд                                | Хајке Дрекслер                                | Источна Немачка                               | 7,37                                          | Беч, Аустрија                                 | 13. фебруар 1988.                             |
| Европски рекорд                               | Хајке Дрекслер                                | Источна Немачка                               | 7,37                                          | Беч, Аустрија                                 | 13. фебруар 1988.                             |
| Рекорди европских првенстава                  | Хајке Дрекслер                                | Источна Немачка                               | 7,30                                          | Беч, Аустрија                                 | 5. март 1988.                                 |
| Најбољи светски резултат сезоне у дворани     | Џанеј Делоч                                   | Сједињене Америчке Државе                     | 6,99                                          | Албукерки, САД                                | 27. фебруар 2011                              |
| Најбољи европски резултат сезоне у дворани    | Ана Назарова                                  | Русија                                        | 6,89                                          | Краснодар, Русија                             | 29. јануар 2011                               |

### Најбољи европски резултати у 2011. години
Десет најбољих европских скакачица удаљ у дворани 2011. године пре почетка првенства (4. марта 2011), имале су следећи пласман на европској ранг листи.,,
| 1   | Ана Назарова              | Русија     | 6,89 | 29. јануар  |
| 2.  | Дарија Клишина            | Русија     | 6,82 | 8. фебруар  |
| 3.  | Ксенија Балта             | Естонија   | 6,73 | 19. фебруар |
| 4.  | Ирина Мелешина            | Русија     | 6,72 | 29. јануар  |
| 5.  | Вероника Шуткова          | Белорусија | 6,71 | 29. јануар  |
| 6.  | Јулија Пидлужна           | Русија     | 6,70 | 6. фебруар  |
| 7.  | Настасја Мирончик-Иванова | Белорусија | 6,64 | 29. јануар  |
| 8.  | Викторија Рибалко         | Украјина   | 6,64 | 29. јануар  |
| 9.  | Олга Балајева             | Русија     | 6,64 | 16. фебруар |
| 10. | Елоаз Лезије              | Француска  | 6,63 | 12. фебруар |

Такмичарке чија су имена подебљана учествују на ЕП 2013.

## Освајачи медаља
|                       |                         |                        |
| Дарија Клишина Русија | Наиде Гомес Португалија | Јулија Пидлужна Русија |

|  |  |  |

Победници Дарији Клишиној (Русија) ово је прва златна у сениорској конкуренији уз три које је као јуниорка освојила на европским јуниорским првенствима. Другопласирана Наиде Гомес (Португал) је освојила још једну сребрну медаљу уз још десет са светских и европских првенстава (5+4+1). Трећепласираној Јулији Пидлужној (Русија) ово је била прва медаља у сениорској конкуренцији уз једну бронзану освојену на европском првенству за јуниоре.
На такмичењу је оборен 1 национални (Швајцарска) и три лична рекорда.

## Резултати

### Квалификације
Квалификациона норма за осам места у финалу износила је 6,60 м (КВ). Норму је испунило 6 атлетичарки, а 2 су се пласирале према постигнутом резултату(кв).
| Плас. | Такмичарка                | Земља       | ЛР   | ЛРС  |  | #1   | #2   | #3   | Резултат | Белешка |
| ----- | ------------------------- | ----------- | ---- | ---- |  | ---- | ---- | ---- | -------- | ------- |
| 1.    | Јулија Пидлужна           | Русија      | 6,70 | 6,70 |  | 6,74 |      |      | 6,74     | КВ, ЛР  |
| 2.    | Ирене Пустерла            | Швајцарска  | 6,57 | 6,57 |  | 6,71 |      |      | 6,71     | КВ, НР  |
| 3.    | Вероника Шуткова          | Белорусија  | 6,71 | 6,71 |  | 6,67 |      |      | 6,67     | КВ      |
| 4.    | Дарија Клишина            | Русија      | 6,87 | 6,82 |  | 6,65 |      |      | 6,65     | КВ      |
| 5.    | Елоаз Лезије              | Француска   | 6,84 | 6,63 |  | х    | 6,38 | 6,61 | 6,61     | КВ      |
| 6.    | Корнелија Дејак           | Румунија    | 6,61 | 6,61 |  | х    | 6,50 | 6,60 | 6,60     | КВ      |
| 7.    | Наиде Гомес               | Португалија | 7,00 | 6,59 |  | 6,33 | 6,46 | 6,58 | 6,58     | кв      |
| 8.    | Настасја Мирончик-Иванова | Белорусија  | 6,64 | 6,64 |  | 6,26 | 6,37 | 6,58 | 6,58     | кв      |
| 9.    | Ана Назарова              | Русија      | 6,89 | 6,89 |  | х    | 6,55 | 6,57 | 6,57     |         |
| 10.   | Виорика Тигау             | Румунија    | 6,66 | 6,58 |  | 6,41 | 6,56 | 6,17 | 6,56     |         |
| 11.   | Лаума Грива               | Летонија    | 6,48 | 6,48 |  | 6,53 | 6,38 | х    | 6,53     | ЛР      |
| 12.   | Консепсион Монтанер       | Шпанија     | 6,78 | 6,57 |  | 6,21 | 6,35 | 6,47 | 6,47     |         |
| 13.   | Кели Пропер               | Ирска       | 6,62 | 6,44 |  | 6,27 | 6,29 | 6,45 | 6,45     | ЛРС     |
| 14.   | Кристина Санду            | Румунија    | 6,54 | 6,54 |  | 6,34 | 6,44 | 6,42 | 6,44     |         |
| 15.   | Михел Вајцел              | Немачка     | 6,61 | 6,61 |  | 6,31 | 6,28 | 6,44 | 6,44     |         |
| 16.   | Рената Мегдисова          | Словачка    | 6,56 | 6,52 |  | х    | 6,09 | 6,37 | 6,37     |         |
| 17.   | Надја Кетер               | Немачка     | 6,58 | 5,58 |  | х    | х    | 6,36 | 6,36     |         |
| 18.   | Нина Коларич              | Словенија   | 6,67 | 6,37 |  | х    | х    | 6,24 | 6,24     |         |
| 19.   | Јана Велдјакова           | Словачка    | 6,56 | 6,32 |  | 5,87 | 6,11 | X    | 6,11     |         |
| 20.   | María-Eléni Kafoúrou      | Грчка       | 6,54 | 6,40 |  | 5,72 | 5,57 | 5,75 | 5,75     |         |
| –     | Ајга Грабусте             | Летонија    | 6,39 | 6,39 |  | НС   | НС   | НС   | НС       | НС      |

### Финале
| Плас. | Атлетичарка               | Земља       | #1   | #2   | #3   | #4   | #5   | #6   | Резултат | Белешка |
| ----- | ------------------------- | ----------- | ---- | ---- | ---- | ---- | ---- | ---- | -------- | ------- |
|       | Дарија Клишина            | Русија      | X    | 6,61 | 6,58 | 6,73 | 6,80 | 6,64 | 6,80     |         |
|       | Наиде Гомес               | Португалија | 6,67 | 6,63 | X    | 6,79 | 6,75 | X    | 6,79     | ЛРС     |
|       | Јулија Пидлужна           | Русија      | 6,58 | X    | 6,54 | 6,74 | 6,75 | X    | 6,75     | ЛР      |
| 4.    | Елоаз Лезије              | Француска   | X    | X    | 6,59 | 6,40 | 6,44 | X    | 6,59     |         |
| 5.    | Вероника Шуткова          | Белорусија  | 6,57 | X    | 6,53 | X    | X    | 6,56 | 6,57     |         |
| 6.    | Настасја Мирончик-Иванова | Белорусија  | 6,48 | 6,55 | X    | 6,38 | X    | 6,44 | 6,48     |         |
| 7.    | Корнелија Дејак           | Румунија    | X    | 6,45 | X    | 6,18 | 6,37 | X    | 6,45     |         |
| 8.    | Ирена Пустерла            | Швајцарска  | 6,35 | 6,43 | 6,42 | X    | 6,35 | 6,11 | 6,43     |         |